# Mirești, Hîncești
Mirești este satul de reședință al comunei cu același nume  din raionul Hîncești, Republica Moldova.

## Demografie

### Structura etnică
Structura etnică a satului Mirești conform recensământului populației din 2004:
| Grup etnic                                               | Populație | % Procentaj  |
| -------------------------------------------------------- | --------- | ------------ |
| Băștinași declarați Moldoveni Băștinași declarați Români | 903 8     | 98,69% 0,87% |
| Ucraineni                                                | 3         | 0,33%        |
| Ruși                                                     | 1         | 0,11%        |
| Total                                                    | 915       |              |